# Dermicidina
La dermicidina es un péptido antimicrobiano humano formado por 110 aminoácidos. Está codificado por el gen DCD ubicado en el cromosoma 12. Se expresa en las células de las glándulas sudoripas ecrinas y es secretado a través del sudor.
Los péptidos antimicrobianos son sustancias proteicas ampliamente distribuidas entre los seres vivos, se encuentran por ejemplo en numerosas plantas, insectos, animales vertebrados y el mismo hombre, desempeñan un importante papel en la inmunidad de los organismos pluricelulares.

## Descripción
El péptido una vez secretado da lugar a otros péptidos  con diferentes actividades biológicas, entre ellos el péptido C-terminal presente en el sudor que tiene actividad antibacteriana, el péptido N-terminal que facilita la supervivencia de las neuronas cuando se encuentran en situación de estrés oxidativo, la forma  glicosilada del péptido N-terminal parece asociarse a la caquexia de pacientes afectos de cáncer.